# 윌리엄 3세
윌리엄 3세 또는 빌럼 3세 판 오라녜(네덜란드어: Willem III van Oranje, 영어: William III, 1650년 11월 4일 ~ 1702년 3월 8일)는 오라녜 공 겸 나사우 백작, 브레다 남작(재위 1689년 2월 12일 ~ 1702년 3월 8일), 네덜란드 공화국 통령(재직 1672년 6월 28일 ~ 1702년 3월 8일), 잉글랜드 왕국·스코틀랜드 왕국·아일랜드 왕국의 국왕(재위 1689년 2월 13일 ~ 1702년 3월 8일)이다. 스코틀랜드 국왕으로서는 윌리엄 2세(William II)이다. 빌리 왕(King Billy)이라는 별칭도 있다. 의회가 주도한 반정(명예 혁명)으로 아내인 메리 2세와 함께 잉글랜드의 공동 통치자가 되었다.

## 유년기

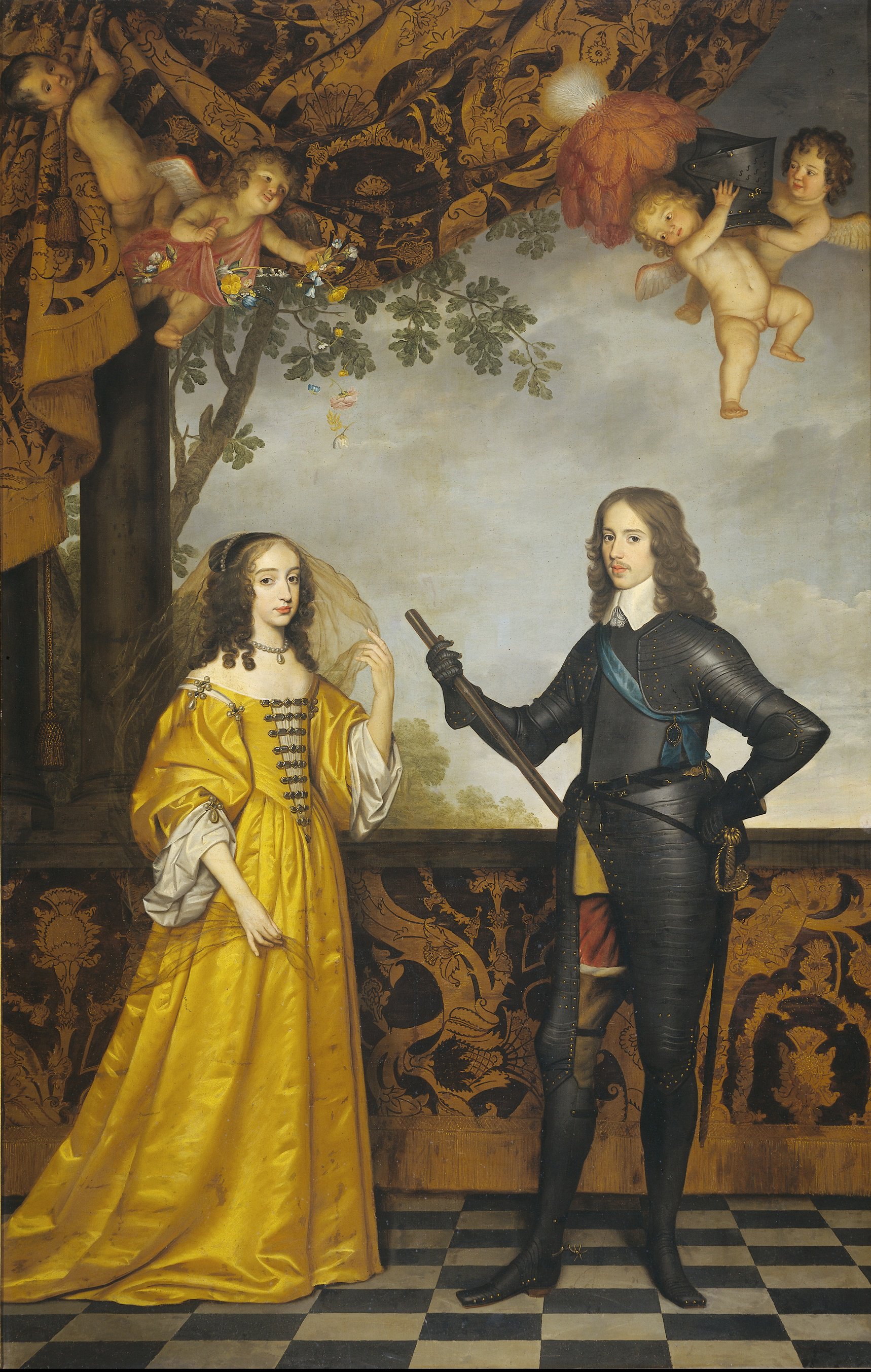
1647년, 윌리엄 3세의 부모, 빌럼 2세 판 오라녜와 프린세스 로열 메리

### 출생과 가족
빌럼은 네덜란드 공화국 헤이그에서 태어났다. 프린세스 로열 메리와 빌럼 2세 판 오라녜의 독자로 태어나, 빌렘 헨드릭으로 세례받았다. 어머니 메리는 찰스 1세의 장녀이자, 찰스 2세와 제임스 2세의 자매이다.
빌럼이 태어나기 80일 전, 그의 아버지는 천연두로 사망했다. 태어나자마자 빌럼 3세 판 오라녜 공이 되었으며 그의 어머니 메리와 빌럼 3세의 이름을 지은 빌렘의 할머니 아말리아 졸름스브라운펠스간의 갈등이 시작됐다. 메리는 그녀의 남형제의 이름을 따 아들의 이름을 샤를로 짓기를 원했지만, 시어머니인 아말리아는 그의 이름을 빌럼으로 지어서 슈타트홀더가 될 가능성을 키우길 원했다. 빌럼 2세는 그의 아내를 아들의 후견인으로 지정했다. 그러나 문서는 빌렘 2세의 죽음까지 서명되지 않은 채 남아있었고, 법적 효력이 없었다.
1651년 8월 31일, 호헤 라드 판 홀란트 엔 질란트(대법원)은 빌렘 3세의 후견인 권리를 빌렘의 어머니와 할머니, 그리고 빌렘 2세의 누나 루이제 앙리에타의 아내. 브란덴부르크 선제후 프리드리히 빌헬름 1세와 나누도록 판결을 내렸다.

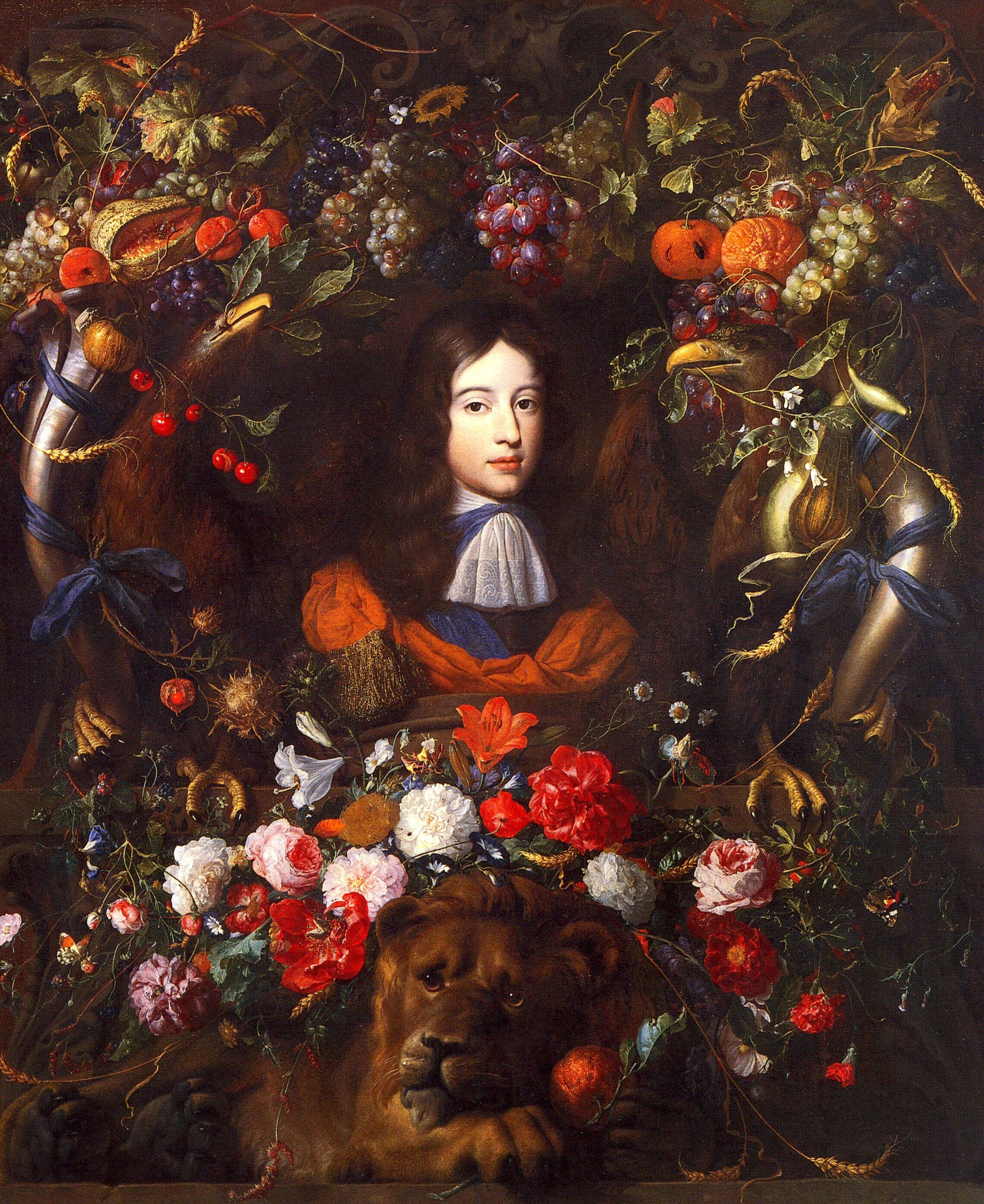
1660년 경, 얀 데이비즈 드 힘과 얀 페르미어 판 위트레히트가 오라녜 가의 상징으로 화환을 채워서 묘사한 어린 빌렘공.

### 어린 시절과 교육
빌럼의 어머니는 아들에게 거의 관심을 주지 않았다, 가끔 몇년간 없기도 했고, 항상 네덜란드 사회에서 떨어지도록 고의적으로 했다.
빌럼의 교육은 몇명의 네덜란드 가정교사, 발부르크 호워드를 포함한 몇 잉글랜드 가문, 그리고 안나 맥캔지같은 스코틀랜드계 여귀족으로 진행되었다. 1656년 4월, 빌렘은 콘트라-레몬스트란트 신학자 히스베르투스 보에티우스의 추종자, 칼뱅주의 전도사 코르네리스 트리글란트에게서 개혁 교회에 대한 설명을 받았다.
빌럼을 위한 이상적인 교육방법은 아마도 빌렘의 가정교사, 콘스탄틴 휘헨즈의 짧은 논문,Discours sur la nourriture de S. H. Monseigneur le Prince d'Orange에서 설명되었다.
이 수업들에서, 빌럼은 오라녜나사우가의 역사적 운명을 만족시킬 신의 섭리의 매개채가 되는 숙명이라고 스스로 생각했다.
1659년 초부터, 빌럼은 정규 교육을 위해 (정식으로 학생으로서 한번도 입학하지 않았지만) 윤리학 교수 헨리크 보르니우스의 지도아래에서. 레이던 대학교에 7년간 머물렀다.

## 네덜란드 총독이 되어

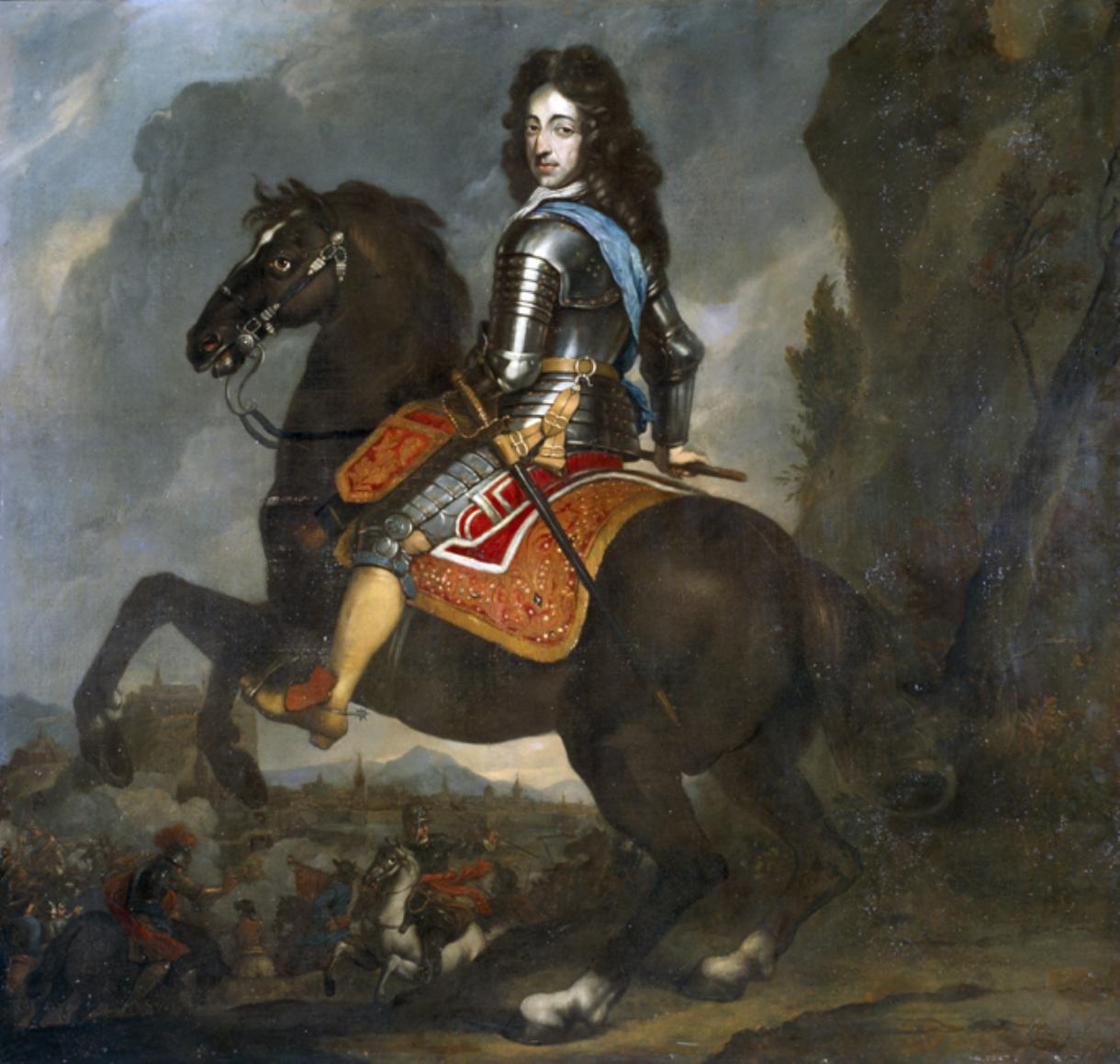
요하네스 폴하우트가 묘사한 빌렘 3세의 승마 초상화

### 1672년 "재앙의 해"
네덜란드 공화국에 있어서, 1672년은 재앙을 초래하는 해였다. 이것은 Rampjaar ("재앙의 해")로도 알려져있다, 불란전쟁과 3차 영국-네덜란드 전쟁으로 프랑스와 프랑스의 동맹국, 잉글랜드, 뮌스터, 그리고 쾰른에게 네덜란드는 침략당했기 때문이다.
솔베이 전투로 인해 잉글랜드 -프랑스의 함대는 전투불능이 되었지만, 6월 프랑스 육군은 헬데를란트와 위트레히트로 빠르게 진격했다.

## 같이 보기
- 영국-네덜란드 전쟁